# Сунь Мэнъя
Сунь Мэнъя (кит. трад. 孫夢雅, упр. 孙梦雅, пиньинь Sūn Mèngyǎ; род. 3 мая 2001, Тайэрчжуан, Шаньдун) — китайская гребчиха на каноэ, двукратная олимпийская чемпионка летних Олимпийских игр 2020 и 2024 годов, трёхкратная чемпионка мира, трёхкратная чемпионка Азиатских игр 2018 и 2022 годов. Участница летних Олимпийских игр 2020 и 2024 годов.

## Карьера
На летних Азиатских играх 2018 года, которые состоялись в Джакарте, сунь завоевала две золотые медали. Ей не было равных в каноэ-одиночках на дистанции 200 метров и в каноэ-двойках на дистанции 500 метров.
В 2019 году на чемпионате мира в Венгрии китайская пара каноисток завоевала чемпионский титул на дистанции 500 метров.
На летних Олимпийских играх в Токио, в 2021 году, Сунь Мэнъя в паре с Сюй Шисяо стали олимпийскими чемпионками в каноэ-двойках на дистанции 500 метров.
В 2022 году, на чемпионате мира в Канаде китайская спортсменка завоевала золотую медаль в каноэ-двойках на 500 метров в паре с Сюй Шисяо.
В Дуйсбурге на чемпионате мира 2023 года Сунь Мэнъя завоевала свой третий чемпионский титул на дистанции 500 метров в каноэ-двойках. Осенью на Азиатских играх в Ханчжоу китайская пара также завоевала золотые медали.
На летних Олимпийских играх 2024 года в Париже китайская пара завоевала второе олимпийское чемпионство в каноэ-двойках на дистанции 500 метров. Партнёром Сунь была Сюй Шисяо.